# Bretagne Classic Ouest-France 2018
82. edycja wyścigu kolarskiego Bretagne Classic Ouest-France odbyła się w dniu 26 sierpnia 2018 roku i liczył 256,9 km. Start i meta wyścigu znajdowały się w Plouay. Wyścig ten znajdował się w rankingu światowym UCI World Tour 2018. 

## Uczestnicy
Na starcie wyścigu stanęło 25 zawodowych ekip. Wśród nich znajdowało się osiemnaście ekip UCI World Tour 2018 oraz siedem innych zaproszonych przez organizatorów z tzw. "dziką kartą".
Lista drużyn uczestniczących w wyścigu:
| Numery  | Kod | Drużyna                   |
| ------- | --- | ------------------------- |
| 1-7     | UAD | UAE Team Emirates         |
| 11-17   | EFD | EF Education First–Drapac |
| 21-27   | GFC | Groupama–FDJ              |
| 31-37   | AST | Astana Pro Team           |
| 41-47   | TLJ | Team LottoNL-Jumbo        |
| 51-57   | BMC | BMC Racing Team           |
| 61-67   | TBM | Bahrain-Merida            |
| 71-77   | BOH | Bora-Hansgrohe            |
| 81-87   | DDD | Dimension Data            |
| 91-97   | LTS | Lotto Soudal              |
| 101-107 | MOV | Movistar Team             |
| 111-117 | QST | Quick-Step Floors         |
| 121-127 | MTS | Mitchelton-Scott          |

| Numery  | Kod | Drużyna                       |
| ------- | --- | ----------------------------- |
| 131-137 | DEN | Direct Énergie                |
| 141-147 | KAT | Team Katusha-Alpecin          |
| 151-157 | VCC | Vital Concept Cycling Team    |
| 161-167 | SKY | Team Sky                      |
| 171-177 | ALM | Ag2r-La Mondiale              |
| 181-187 | FST | Fortuneo–Samsic               |
| 191-197 | COF | Cofidis                       |
| 201-207 | SUN | Team Sunweb                   |
| 211-217 | TFS | Trek-Segafredo                |
| 221-227 | WIL | Wilier Triestina–Selle Italia |
| 231-237 | WGG | Wanty-Groupe Gobert           |
| 241-247 | DMP | Delko-Marseille Provence KTM  |

## Klasyfikacja generalna
| M-ce | Imię i nazwisko   | Kraj       | Drużyna           | Czas        |
| ---- | ----------------- | ---------- | ----------------- | ----------- |
| 1.   | Oliver Naesen     | Belgia     | Ag2r-La Mondiale  | 6h 16' 34"" |
| 2.   | Michael Valgren   | Dania      | Astana Pro Team   | + 0"        |
| 3.   | Tim Wellens       | Belgia     | Lotto Soudal      | + 3"        |
| 4.   | Michael Matthews  | Australia  | Team Sunweb       | + 1' 13"    |
| 5.   | Ruben Guerreiro   | Portugalia | Trek-Segafredo    | + 1' 13"    |
| 6.   | Zdeněk Štybar     | Czechy     | Quick-Step Floors | + 1' 13"    |
| 7.   | Olivier Le Gac    | Francja    | Groupama–FDJ      | + 1' 15"    |
| 8.   | Valentin Madouas  | Francja    | Groupama–FDJ      | + 1' 17"    |
| 9.   | Benoît Cosnefroy  | Francja    | Ag2r-La Mondiale  | + 1' 18"    |
| 10.  | Fabio Jakobsen    | Holandia   | Quick-Step Floors | + 1' 24"    |
|      |                   |            |                   |             |
| 60.  | Łukasz Poljański  | Polska     | Bora-Hansgrohe    | + 13"       |
| DNF  | Łukasz Wiśniowski | Polska     | Team Sky          | -           |